# Abduction (anatomie)

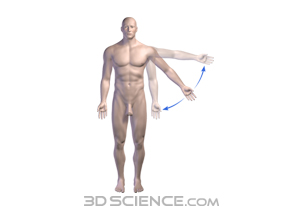

Pour les articles homonymes, voir Abduction.
L'abduction, en anatomie fonctionnelle, est un mouvement qui écarte un membre, de l'axe médian du corps dans un plan frontal. Il s'oppose ainsi à l'adduction. Ce terme est également utilisé quand on parle du fonctionnement des muscles en musculation.

## Muscles responsables de l'abduction
Le muscle responsable de l’abduction, ou muscle abducteur, éloigne les structures anatomiques de la ligne médiane, à l'exception des doigts et des orteils qui utilisent pour références les axes de la main et du pied (cf. Abduction des doigts et des orteils). Par exemple, l'abduction des cuisses permet d'écarter les jambes.

### Épaule
Les muscles qui interviennent dans le mouvement d'abduction de l'épaule qui écarte le bras de l'axe médian du corps dans un plan frontal sont les suivants, par ordre d'intervention :
- muscle supra-épineux ;
- muscle deltoïde ;
- chef long du muscle biceps brachial
- dentelé antérieur

### Poignet
- Muscle fléchisseur radial du carpe.
- Muscle long extenseur radial du carpe.
- Muscle court extenseur radial du carpe.

### Doigt
- Muscle abducteur du petit doigt de la main.
- Muscle interosseux dorsal de la main.
- Muscle long abducteur du pouce.
- Muscle court abducteur du pouce.

### Hanche
- Muscle moyen glutéal.
- Muscle petit glutéal.
- Muscle sartorius.
- Muscle tenseur du fascia lata.

### Cheville
- Muscle court fibulaire.

### Orteil
- Muscle abducteur de l'hallux.
- Muscle abducteur du petit orteil.

## Abduction des doigts et des orteils
La notion d'abduction peut être ambigüe au niveau du mouvement des doigts.
Le mouvement de pronation et de supination de l'ensemble main et avant-bras fait que le même mouvement d'un doigt peut l'éloigner ou le rapprocher de l'axe médian du corps.
La description anatomique de la main se fait toujours avec la main tournée paume en avant, pouce dirigé vers l’extérieur. Dans cette position, l’abduction du bras ou l’abduction du pouce vont dans le même sens. Le mouvement d'abduction du pouce devient un mouvement d'adduction si la main est en pronation (paume dirigée vers l’arrière).
Cette ambigüité de point de vue explique l'historique de la nomination de certains muscles comme le muscle abducteur du petit doigt, anciennement nommé muscle adducteur du petit doigt car l'ancienne nomination utilisait pour référence la position anatomique de la main.
Actuellement, le mouvement abduction d'un doigt est compris comme son éloignement de l'axe de la main constitué par le majeur.
Au niveau du pied, afin d'être cohérent avec la main, on utilise également la référence de l'axe du pied passant par le troisième orteil pour les mouvements d'adduction et d'abduction. Même si la limitation du mouvement du pied empêche qu'une abduction devienne une adduction par rapport à l'axe du corps et vice-versa. Ce qui explique également l'historique terminologique du muscle abducteur de l'hallux anciennement appelé muscle adducteur du gros orteil.